# José Fortunato Berríos y Rojas
José Fortunato Berríos y Rojas (Siervo de Dios) fue un sacerdote chileno, educador, escritor, poeta y eminente filántropo Apóstol de la Caridad. Fue el fundador de la Pía Sociedad de San Luis Gonzaga, la cual alcanzó a tener más de diez mil socios.

## Vida
José Fortunato Berríos y Rojas nació en Santiago de Chile el 1 de junio de 1839. Sus padres, el hacendado Narciso Berríos Larrazábal y su tercera esposa, Mercedes Rojas Rodríguez, pertenecían a antiguas familias de la provincia de Talca.
Estudió en el Instituto Nacional y, a los 15 años, se trasladó a Talca con su tío, Vicente Rojas Rodríguez. Desde niño empleó su tiempo libre a servir a los pobres, gastando su propio dinero, alimento y vestuarios, lo cual armonizó con una rica vida interior. Sus devociones más importantes fueron la Santísima Trinidad, el Sagrado Corazón de Jesús y el rezo del Rosario.
En 1864 ingresó al Seminario Conciliar de los Santos Ángeles Custodios en Santiago, ordenándose de presbítero en 1869. Al regresar a Talca para celebrar su primera misa, fue recibido grandiosamente con arcos triunfales, guirnaldas de flores y banderas que adornaban el camino de la estación de ferrocarril hasta la Iglesia matriz.
La Santa Misa fue el centro de su vida espiritual, celebrándola con delicadeza y unción. Allí era donde Dios mostraba su complacencia por él, ya que poseía el don de la levitación durante el Canon.

Siempre fue un modelo a seguir, especialmente para sus discípulos. Decía: 
“Los jóvenes necesitan nuestros más tiernos cuidados, no importa los sacrificios que debamos hacer. Y si nuestro trabajo es realmente meritorio para con ellos, seguramente seremos capaces de ver la sonrisa en el rostro de Jesús”. 
Fue un tenaz persecutor del materialismo y los vicios, que combatió mediante su palabra sabia y elocuente, con la que “conmovía a las almas”, la catequesis, la dispensación de los sacramentos, la prensa y su inspirada poesía. 

## Obras
Siendo sólo un adolescente, y para hacer más efectivo su trabajo cristiano, funda en Talca, el año 1857, la Pía Sociedad de San Luis Gonzaga. Su propósito es la santificación de las almas a través de la penitencia y el servicio a los desvalidos.

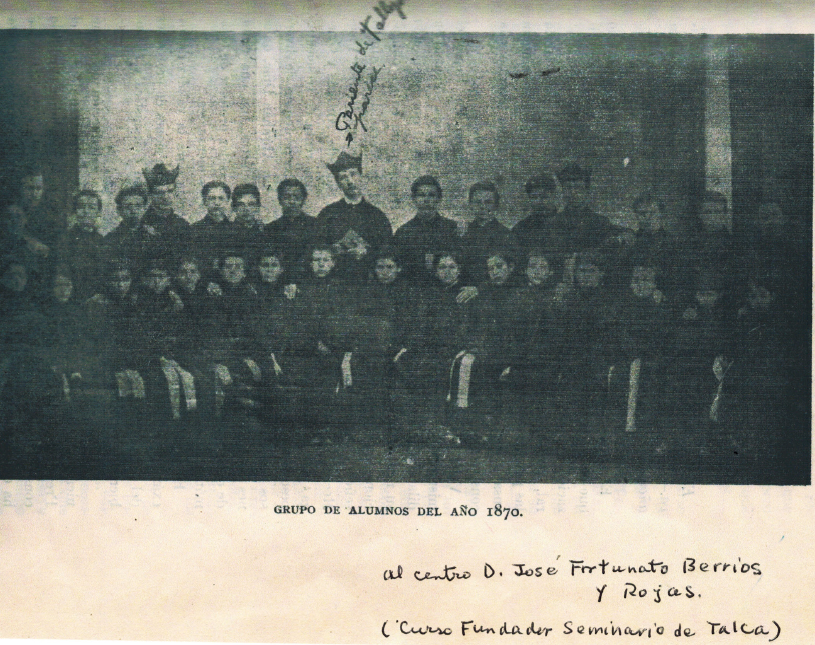
Curso fundador del Seminario de Talca, año 1870, con don José Fortunato Berríos al centro.

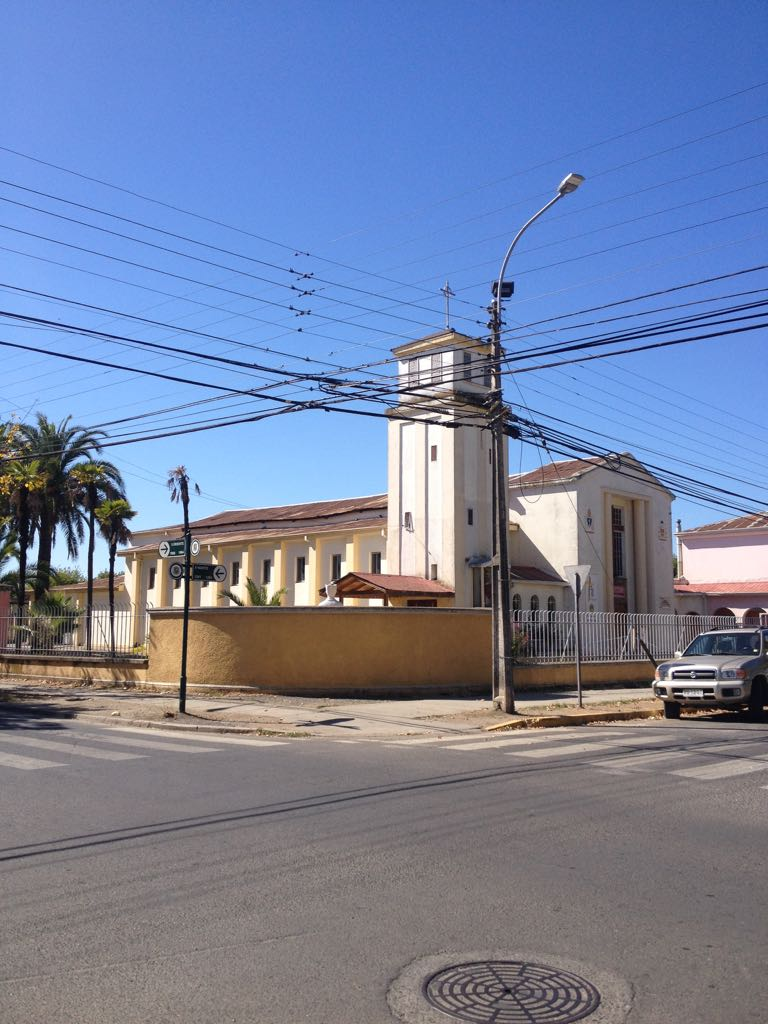
Parroquia de San Luis Gonzaga, en Talca.

En 1859 construyó para la Sociedad la capilla de San Luis Gonzaga, que desde el año 1900 hasta hoy es parroquia. A su vez, edificó un claustro adjunto para sus reuniones y para amparar a los indigentes que recogía de las calles, y a todo aquel que no tenía dónde pasar la noche. Además, les ofrecía cobijo, instrucción religiosa, un plato de sopa y una cama.
Debido a la rápida expansión de esta institución, creó también las capillas de Jesús, José y María como anexo de la casa matriz.
El 18 de septiembre de 1870 participó en la fundación del Colegio Seminario San Pelayo de Talca, primera dependencia del Seminario Conciliar de Santiago en provincias. Allí fue ministro y vicerrector entre los años 1870 y 1874; rector entre 1875 y 1887; y profesor de historia antigua y de historia de la Iglesia, de latín y de griego entre 1875 y 1889. Sirvió con celo en este establecimiento, colaborando decididamente en la construcción de sus edificios, en la organización administrativa y académica y en el alojamiento con los mejores muebles, libros, obras de arte y ornamentos sagrados. Entre ellos, el altar mayor de la capilla, hecho de mármol blanco, tenía un valor de $18000 (casi 17000 dólares estadounidenses, equivalentes a aproximadamente 10 millones de pesos chilenos actuales) y fue costeado por él mismo.
Escribió y publicó la obra “Roma Antigua” para los seminarios. Además, como fiel partidario de la instrucción del pueblo, protegió siempre a los jóvenes que estaban privados de cultivarse por falta de dinero. Por esto, creó becas especiales en el Colegio Seminario, otorgándoles a los más necesitados la oportunidad de estudiar y socializar con los hijos de las mejores familias de Talca.
Llevó la acción sacerdotal a los lugares más lejanos de la provincia de Talca, recorriendo Colín, Duao, San Clemente, Parral y Vilches, mostrándose así como un auténtico Apóstol de la Caridad Evangélica, y sembrando la semilla de su amada Pía sociedad, ocupándose personalmente de las carencias del prójimo.
El año 1883 fundó el Hogar de Huérfanos de Talca, el que puso bajo la protección de San José, para remediar el problema social del abandono y el maltrato infantil.
En 1887 se produjo una epidemia de cólera, por lo que solicitó al entonces Arzobispo de Santiago, Mariano Casanova, que lo nombrara capellán de coléricos del Hospital de Talca. Además, movido por su particular amor a Jesús, le construyó y dedicó un oratorio en este mismo hospital.

## Muerte y legado

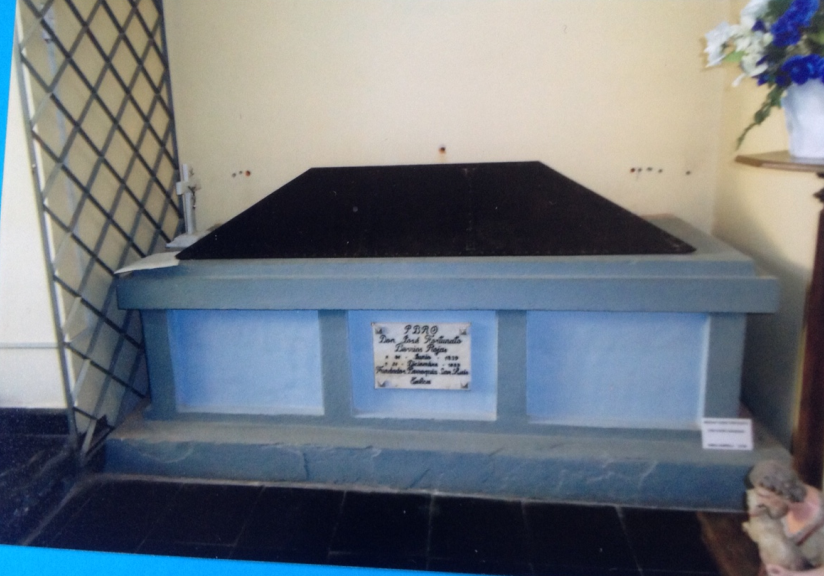
Tumba del padre José Fortunato Berríos y Rojas, en la parroquia de San Luis Gonzaga, Talca.

Fallece repentinamente en la hacienda Panguilemo, el 21 de diciembre de 1889, de una pulmonía fulminante. El ministro de culto Julio Bañados Espinosa asumió su muerte como una pérdida nacional. La Municipalidad de Talca, por su parte, lo declaró Protector Perpetuo de la ciudad, ya que tanto sus obras como sus últimas palabras se dirigieron al bien de esta.
Su cadáver fue llevado por ferrocarril a Talca, donde lo recibieron las autoridades y millares de admiradores. La Libertad de Talca recuerda: 

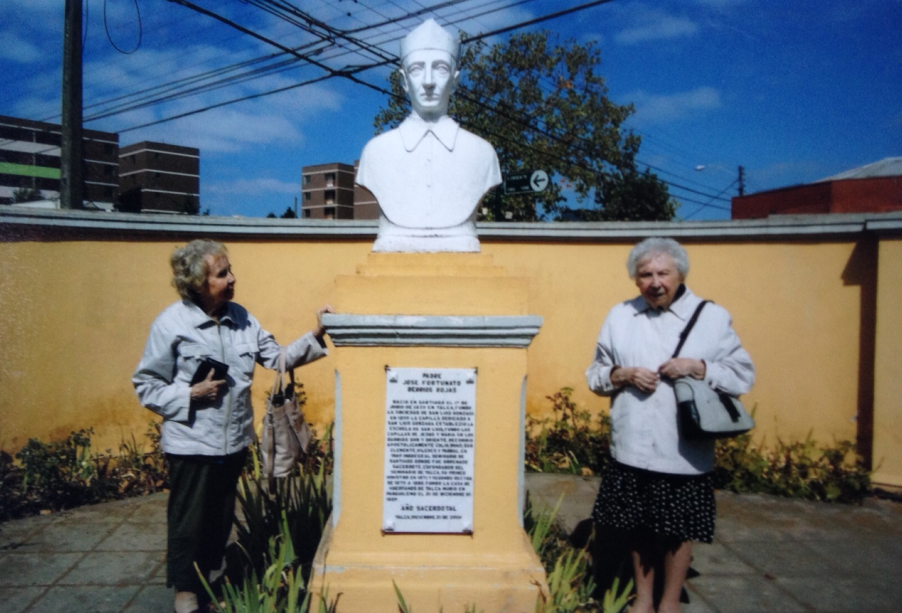
Descendientes de la rama familiar: Lucía y Raquel son sobrinas bisnietas del Padre Fortunato. En la foto, junto al monumento al Padre Fortunato en Talca.

“Hasta la atmósfera se cubrió de luto, ya que negros nubarrones oscurecieron el día, al extremo de que a la llegada de los despojos del santo varón a la Iglesia Matriz (después de haber tardado el cortejo fúnebre dos horas en recorrer tan sólo doce cuadras) se hizo de noche, a pesar de que no eran más de las cuatro de la tarde, en plena primavera...” .
Originalmente fue sepultado en la capilla del Colegio Seminario, para luego ser trasladado a la capilla de San Luis Gonzaga, donde podía ser visitado con mayor comodidad.

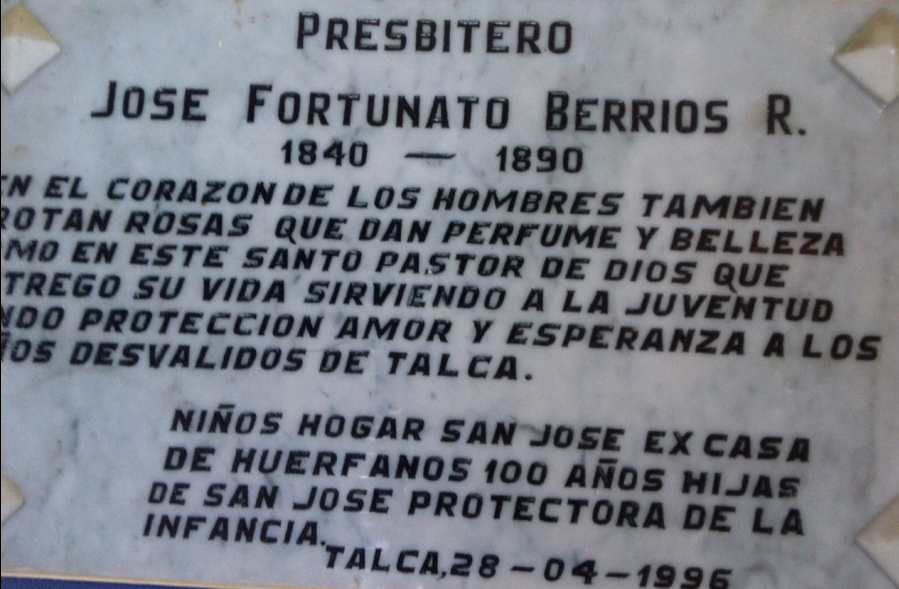
En el monumento del padre Forunato se lee: "En el corazón de los hombres también brotan rosas que dan perfume y belleza, como en este santo pastor de Dios que entregó su vida sirviendo a la juventud y dando protección, amor y esperanza a los niños desvalidos de Talca".

Tras el terremoto de 1938 la Iglesia sufrió graves daños, y una gruesa pared de adobe del presbiterio, donde estaba el nicho, expulsó el féretro de su interior. El cuerpo del Siervo de Dios fue encontrado incorrupto y flexible entre los escombros, vestido con el traje talar y con el bonete en perfectas condiciones. Luego de constatar esto, el Primer Obispo de Talca, Carlos Silva Cotapos, tomó unas reliquias de la sotana y mandó que en adelante el ataúd se conservara en una urna sellada, ya que éste presentaba rajaduras en la parte media producto del golpe del sismo. Ordenó, además, que se colocara sobre un catafalco en una dependencia especial del templo.

Posteriormente, el Segundo Obispo Manuel Larraín Errázuriz se interesó vivamente en el personaje, a instancias de San Alberto Hurtado Cruchaga, quien comentó en una de sus visitas a la Acción Católica de Talca: 
“Yo conozco a vuestro José Fortunato Berríos, que bien merece estar en los altares, así como su importante obra cristiano-social. Y debo confesar que su santa figura fue mi inspiración cuando fundé el Hogar de Cristo”. 
Cabe subrayar que el presbítero José Fortunato Berríos y Rojas es, hasta ahora, el único Siervo de Dios chileno cuyo cuerpo se mantiene incorrupto, a pesar del largo tiempo que ha transcurrido desde su muerte terrenal.